# San Gregorio (Uruguay)
San Gregorio ist eine Ortschaft in Uruguay.

## Geographie
San Gregorio befindet sich auf dem Gebiet des Departamento San José in dessen Sektor 3 nahe dem Arroyo San Gregorio. Dieser Fluss, in den auf Höhe San Gregorios der Arroyo del Cerro mündet, bildet die nördliche Grenze des Departamentos zum benachbarten Flores.

## Infrastruktur
Durch San Gregorio führt die Ruta 3.

## Einwohner
Die Einwohnerzahl von San Gregorio beträgt 35 (Stand: 2011), davon 20 männliche und 15 weibliche. Mit 56 Einwohnern beim Census 2004 war der Ort diesbezüglich zweitkleinster des Departamentos nach Boca del Cufré. Für die vorhergehenden Volkszählungen der Jahre 1963, 1975, 1985 und 1996 sind beim Instituto Nacional de Estadística de Uruguay keine Daten erfasst worden.
| Jahr | Einwohner |
| ---- | --------- |
| 1963 | -         |
| 1975 | -         |
| 1985 | -         |
| 1996 | -         |
| 2004 | 56        |
| 2011 | 35        |

Quelle: Instituto Nacional de Estadística de Uruguay